# Alexandre Bilodeau
Alexandre Bilodeau (ur. 8 września 1987 w Rosemère) – kanadyjski narciarz dowolny. Specjalizuje się w jeździe po muldach. Dwukrotny mistrz olimpijski w jeździe po muldach tytuły te zdobył odpowiednio w Vancouver i Soczi. Przy czym złoty krążek w Vancouver był pierwszym złotym krążkiem wywalczonym przez Kanadyjczyka na igrzyskach organizowanych przez ten kraj. Kanadyjczykom wcześniej nie udało się wywalczyć złota w 1976 r. podczas letnich igrzysk w Montrealu oraz w 1988 r. na zimowych igrzyskach w Calgary. Dzięki dwóm złotym medalom olimpijskim, zapisał się do ksiąg historii jako pierwszy zawodnik który zdobył dwa złote medale olimpijskie w konkurencji jazdy po muldach.
Jest trzykrotnym mistrzem świata w muldach podwójnych. Tytuły te wywalczył na MŚ 2009, MŚ 2011 i MŚ 2013. Zdobywał też srebrne medale w jeździe po muldach na MŚ w Deer Valley w 2011 roku i rozgrywanych dwa lata później MŚ w Voss. Najlepsze wyniki w Pucharze Świata osiągnął w sezonie 2008/2009, kiedy to triumfował w klasyfikacji generalnej oraz w klasyfikacji jazdy po muldach.

## Osiągnięcia

### Igrzyska olimpijskie
| Miejsce | Dzień     | Rok  | Miejscowość | Konkurencja      | Zwycięzca       |
| ------- | --------- | ---- | ----------- | ---------------- | --------------- |
| 11.     | 15 lutego | 2006 | Turyn       | Jazda po muldach | Dale Begg-Smith |
| 1.      | 14 lutego | 2010 | Vancouver   | Jazda po muldach | -               |
| 1.      | 10 lutego | 2014 | Soczi       | Jazda po muldach | -               |

### Mistrzostwa świata
| Miejsce | Dzień    | Rok  | Miejscowość          | Konkurencja      | Zwycięzca                 |
| ------- | -------- | ---- | -------------------- | ---------------- | ------------------------- |
| 14.     | 9 marca  | 2007 | Madonna di Campiglio | Jazda po muldach | Pierre-Alexandre Rousseau |
| 5.      | 10 marca | 2007 | Madonna di Campiglio | Muldy podwójne   | Dale Begg-Smith           |
| 8.      | 7 marca  | 2009 | Inawashiro           | Jazda po muldach | Patrick Deneen            |
| 1.      | 8 marca  | 2009 | Inawashiro           | Muldy podwójne   | -                         |
| 2.      | 2 lutego | 2011 | Deer Valley          | Jazda po muldach | Guilbaut Colas            |
| 1.      | 5 lutego | 2011 | Deer Valley          | Muldy podwójne   | -                         |
| 2.      | 6 marca  | 2013 | Voss                 | Jazda po muldach | Mikaël Kingsbury          |
| 1.      | 8 marca  | 2013 | Voss                 | Muldy podwójne   | -                         |

### Puchar Świata

#### Miejsca w klasyfikacji generalnej
- sezon 2005/2006: 6.
- sezon 2006/2007: 7.
- sezon 2007/2008: 12.
- sezon 2008/2009: 1.
- sezon 2009/2010: 12.
- sezon 2010/2011: 3.
- sezon 2011/2012: 71.
- sezon 2012/2013: 2.
- sezon 2013/2014: 2.

#### Zwycięstwa w zawodach
1. Mont Gabriel – 7 stycznia 2006 (Jazda po muldach)
2. Špindlerův Mlýn – 4 lutego 2006 (Jazda po muldach)
3. Cypress Mountain – 7 lutego 2009 (Jazda po muldach)
4. Åre – 13 lutego 2009 (Muldy podwójne)
5. Åre – 14 lutego 2009 (Jazda po muldach)
6. Voss – 20 lutego 2009 (Jazda po muldach)
7. La Plagne – 18 marca 2009 (Jazda po muldach)
8. Mont Gabriel – 15 stycznia 2011 (Muldy podwójne)
9. Mariańskie Łaźnie – 27 lutego 2011 (Muldy podwójne)
10. Åre – 11 marca 2011 (Jazda po muldach)
11. Åre – 12 marca 2011 (Muldy podwójne)
12. Deer Valley – 2 lutego 2013 (Muldy podwójne)
13. Åre – 15 marca 2013 (Jazda po muldach)
14. Åre – 16 marca 2013 (Muldy podwójne)
15. Sierra Nevada – 22 marca 2013 (Muldy podwójne)
16. Deer Valley – 11 stycznia 2014 (Jazda po muldach)
17. Lake Placid – 15 stycznia 2014 (Jazda po muldach)
18. Saint-Côme – 19 stycznia 2014 (Jazda po muldach)
19. La Plagne – 21 marca 2014 (Muldy podwójne)

#### Pozostałe miejsca na podium w zawodach
1. Lake Placid – 20 stycznia 2006 (Jazda po muldach) – 2. miejsce
2. Mont Gabriel – 6 stycznia 2007 (Jazda po muldach) – 3. miejsce
3. La Plagne – 5 lutego 2007 (Jazda po muldach) – 2. miejsce
4. Apex – 24 lutego 2007 (Jazda po muldach) – 2. miejsce
5. Voss – 2 marca 2007 (Jazda po muldach) – 3. miejsce
6. Tignes – 13 grudnia 2007 (Jazda po muldach) – 3. miejsce
7. Lake Placid – 20 stycznia 2008 (Jazda po muldach) – 2. miejsce
8. Deer Valley – 2 lutego 2008 (Jazda po muldach) – 3. miejsce
9. Mariańskie Łaźnie – 1 marca 2008 (Jazda po muldach) – 3. miejsce
10. Méribel – 18 grudnia 2008 (Muldy podwójne) – 2. miejsce
11. Mont Gabriel – 24 stycznia 2009 (Jazda po muldach) – 2. miejsce
12. Deer Valley – 29 stycznia 2009 (Jazda po muldach) – 2. miejsce
13. Suomu – 11 grudnia 2009 (Jazda po muldach) – 3. miejsce
14. Calgary – 9 stycznia 2010 (Jazda po muldach) – 2. miejsce
15. Deer Valley – 16 stycznia 2010 (Jazda po muldach) – 3. miejsce
16. Lake Placid – 22 stycznia 2011 (Jazda po muldach) – 2. miejsce
17. Calgary – 29 stycznia 2011 (Jazda po muldach) – 2. miejsce
18. Voss – 20 marca 2011 (Jazda po muldach) – 3. miejsce
19. Deer Valley – 2 lutego 2012 (Jazda po muldach) – 2. miejsce
20. Ruka – 15 grudnia 2012 (Muldy podwójne) – 2. miejsce
21. Kreischberg – 22 grudnia – 2012 (Muldy podwójne) – 2. miejsce
22. Deer Valley – 31 stycznia 2013 (Jazda po muldach) – 2. miejsce
23. Inawashiro – 23 lutego 2013 (Jazda po muldach) – 3. miejsce
24. Inawashiro – 24 lutego 2013 (Muldy podwójne) – 2. miejsce
25. Ruka – 15 grudnia 2013 (Jazda po muldach) – 2. miejsce
26. Calgary – 4 stycznia 2014 (Jazda po muldach) – 2. miejsce
27. Deer Valley – 9 stycznia 2014 (Jazda po muldach) – 2. miejsce
28. Voss – 15 marca 2014 (Jazda po muldach) – 2. miejsce
29. Voss – 16 marca 2014 (Muldy podwójne) – 2. miejsce

- W sumie (19 zwycięstw, 19 drugich i 10 trzecich miejsc).